# Mujer y pájaro

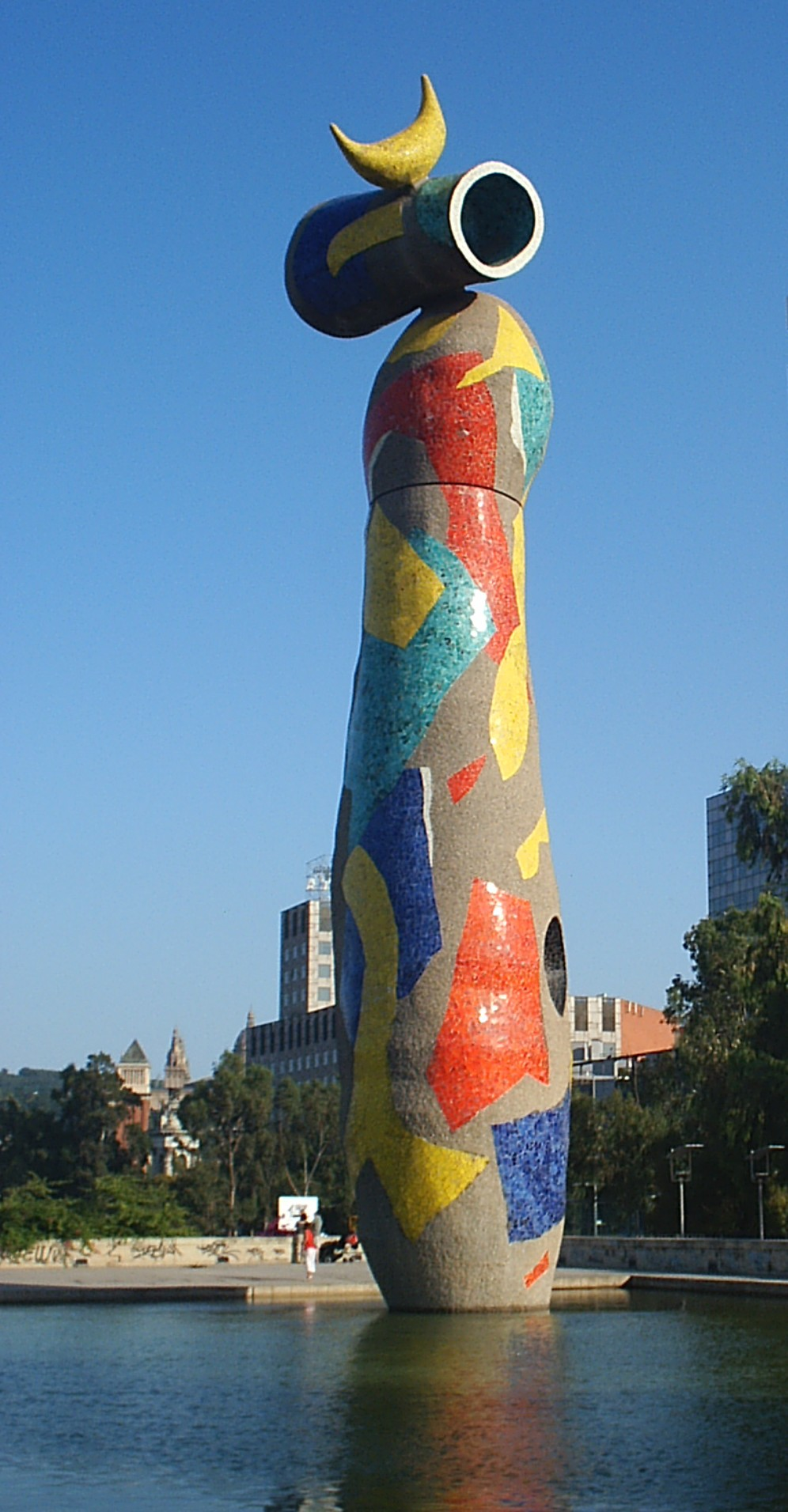
Mujer y Pájaro de Joan Miró.

Mujer y pájaro (en catalán: Dona i ocell), fue la última obra de grandes proporciones del polifacético Joan Miró. La obra fue inaugurada en 1983 sin la presencia de su autor debido a los graves problemas de salud que padecía, muriendo meses después de la inauguración a la edad de 90 años. 
Mujer y pájaro fue una de las primeras expresiones de arte público de la Ciudad Condal de la era democrática.
Situada en el parque de Joan Miró (antiguo del Escorxador) de Barcelona, al pie de un gran lago artificial, la escultura fue realizada en hormigón y tiene 22 metros de altura, representa una forma femenina con sombrero y sobre este la imagen de un pájaro. La representación de la mujer se soluciona con una forma ahuecada cubierta de cerámica negra que toma la forma de vagina característica del lenguaje mironiano. Su exterior se encuentra recubierto con cerámica de colores rojos, amarillos, verdes y azules (los más comunes del artista) tratados como trencadís y realizados por el ceramista Joan Gardy Artigas.

## Análisis
La obra proyectada por Miró es de tema figurativo: una primera interpretación del título puede llevarnos a reconocer una forma femenina con sombrero y un pájaro puesto sobre él. La composición de la forma es vertical y está regida por un eje diagonal, un gesto que William Jeffett ha relacionado por una parte con las palmeras de la Fundación Maeght y, por otra, con la voluntad de conectar el enraizamiento a la tierra con el vuelo libre de un pájaro, unidos a través del cuerpo femenino. La escultura de Miró presenta una evidente forma fálica, mientras que la figura femenina, concretada en una vagina, es expresada por la marcada incisión negra que ocupa la mayor parte del cuerpo de la obra. En la parte superior hay un cilindro abierto con forma de luna. Mujer y pájaro evoca un movimiento absolutamente de reposo representado por su quietud y rigidez. Miró relacionaba el monumento con la costumbre de la Antigua Roma de grabar un falo en las puertas de entrada de las ciudades, para desear salud y fuerza a los que llegaban. En Cataluña se conoce un ejemplo de ello en la entrada romana de Ampurias.
Esta obra es considerada una síntesis de la iconografía mironiana y, a la vez, un homenaje al arquitecto Antoni Gaudí, por su similitud con las formas del Templo Expiatorio de la Sagrada Família y por el uso del trencadís.
Algunos autores también han señalado su similitud con el Monumento a Cristóbal Colón al final de Las Ramblas.
Las tres obras de arte público de Joan Miró en Barcelona son una forma de intentar acercar el arte contemporáneo al público mayoritario por parte del artista.
La obra sintetiza buena parte de los temas, preocupaciones e influencias del artista y una de sus peculiaridades es que actúa como referencia que da carácter al parque en el que está situada. El lago artificial reproduce, refleja y "mueve" en sus aguas la obra de Miró, y al mismo tiempo, evita acercarse físicamente a la obra.

Ni el Pantocrátor - bajado del Pirineo - ni la Sagrada Família - un pasticho que jamás podrá colar como Gaudí - ni el Monumento a Colón (Barcelona) ensalzado eróticamente por Pieyre de Mangiargues ni las horteradas de la Dama del paraguas o la Fuente de Canaletas, deben representar plásticamente a Barcelona. Sí, en cambio, me parece oportuno plantear al Ayuntamiento la promoción de esta obra de Miró como símbolo de nuestra ciudad, una ciudad que tiene que reivindicar su tradicional apoyo al vanguardismo cultural
Lluís Permanyer 1982. 

Durante la segunda mitad de los años 80 la escultura se usó a menudo como símbolo de Barcelona en elementos turísticos y de representación.

## Galería de imágenes

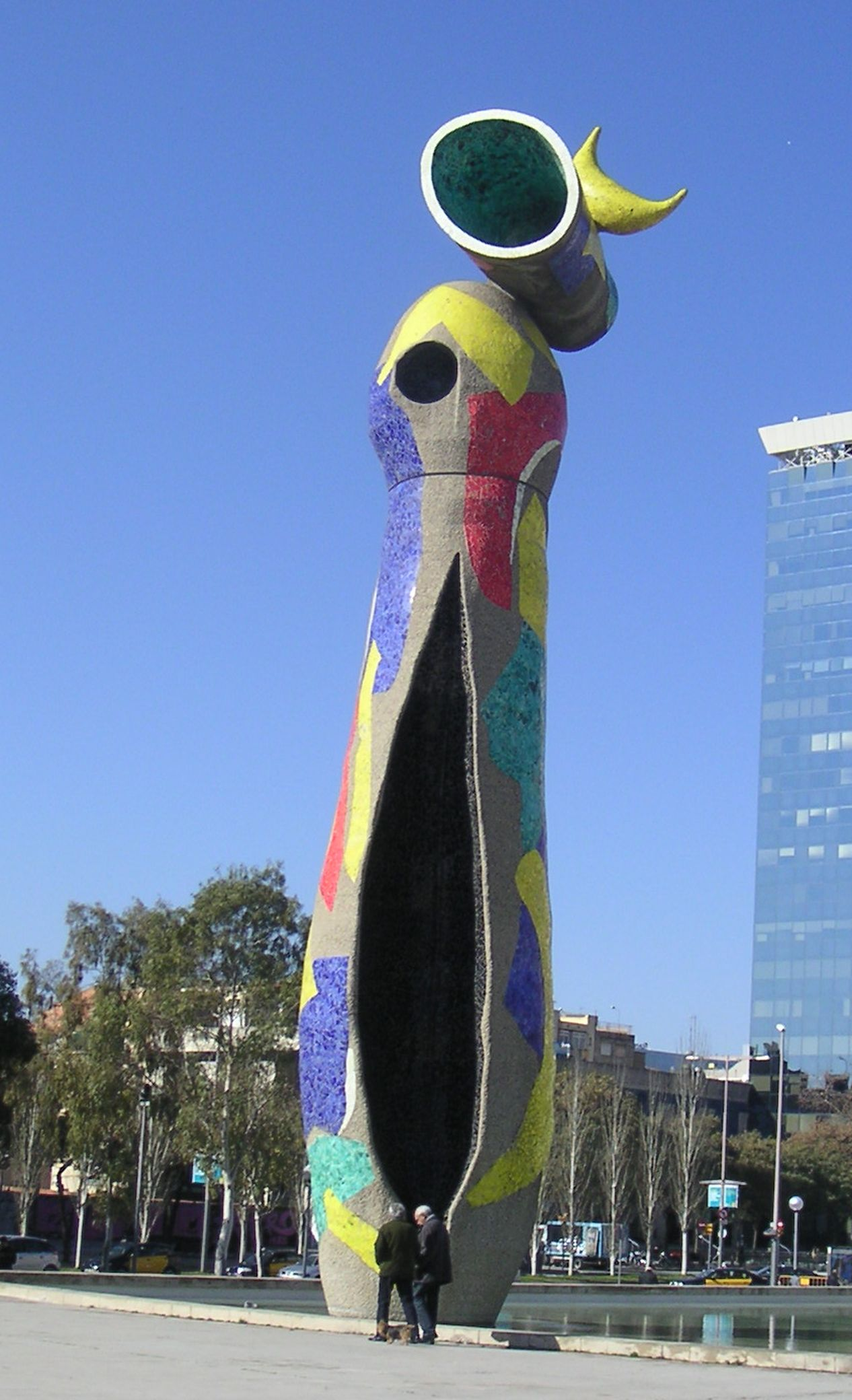
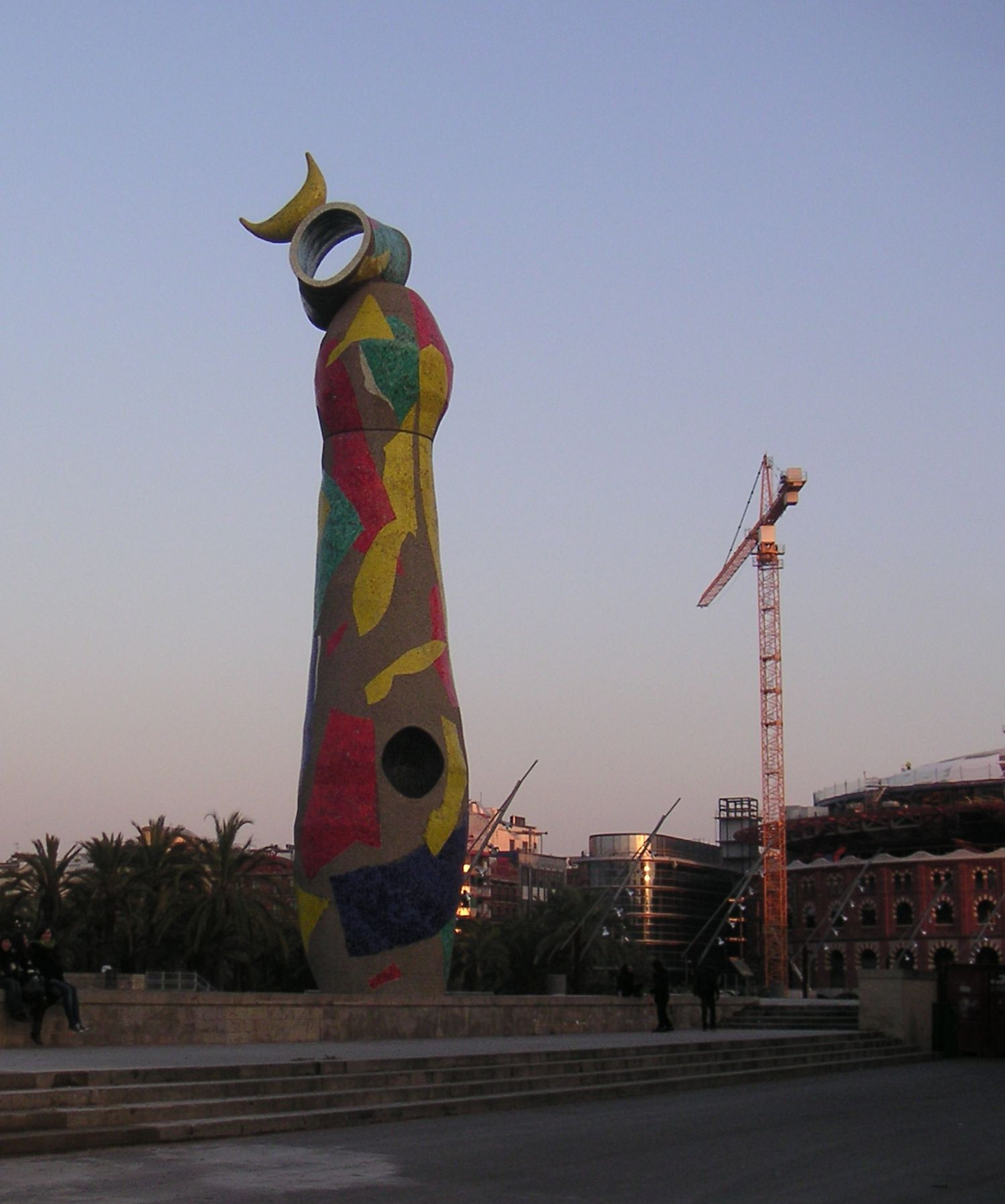
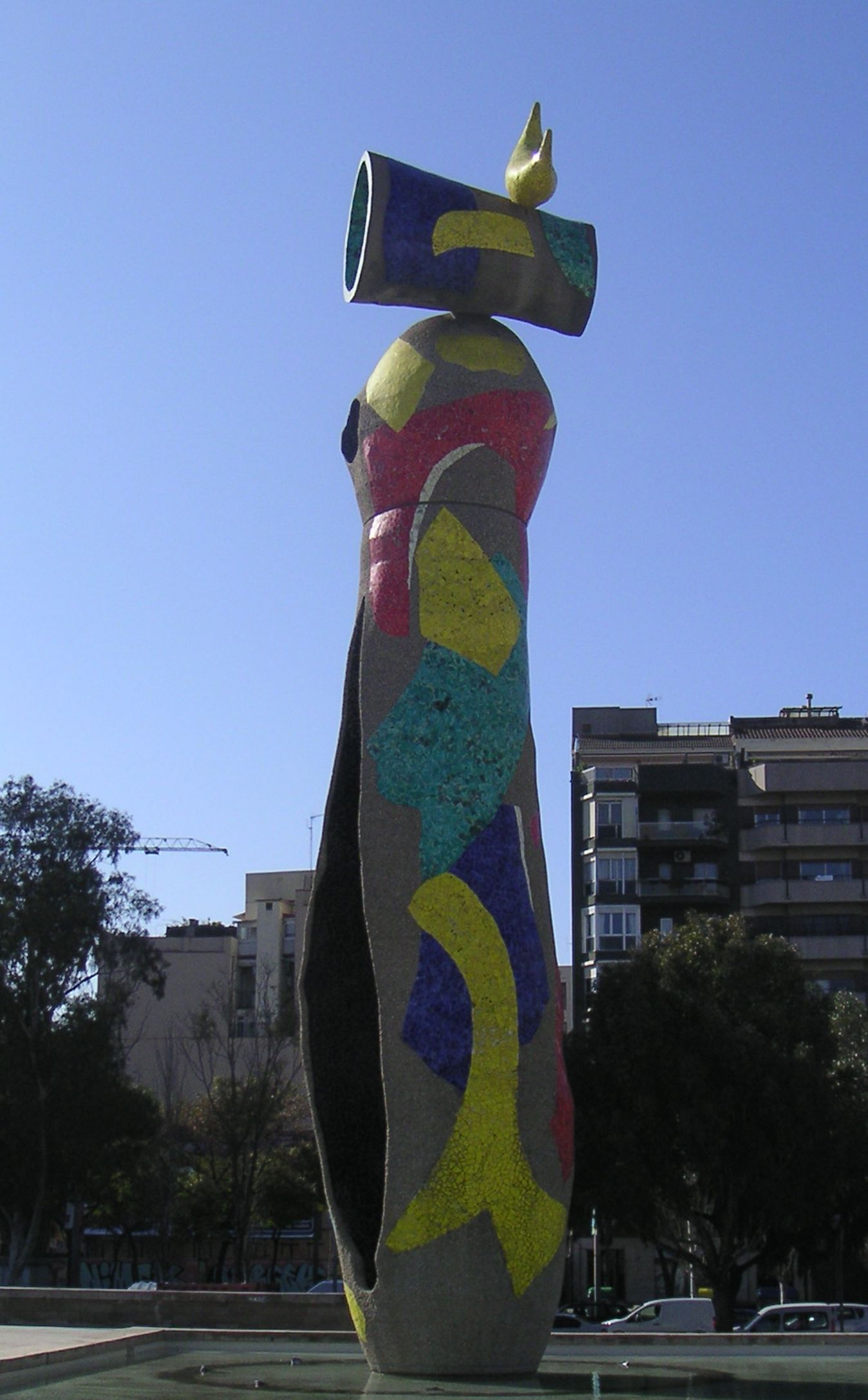
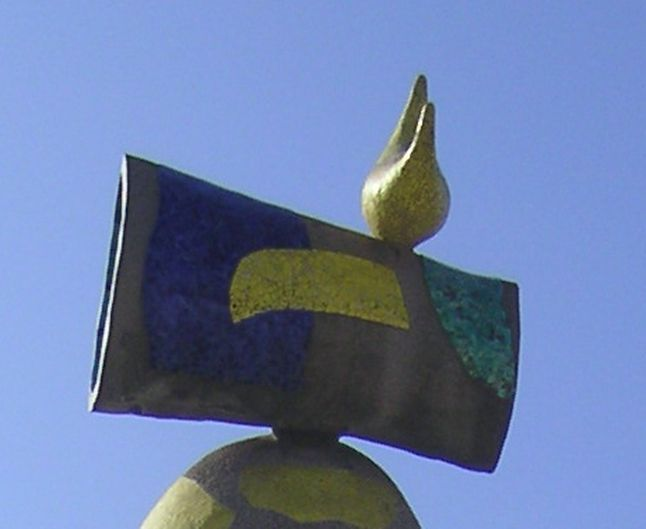
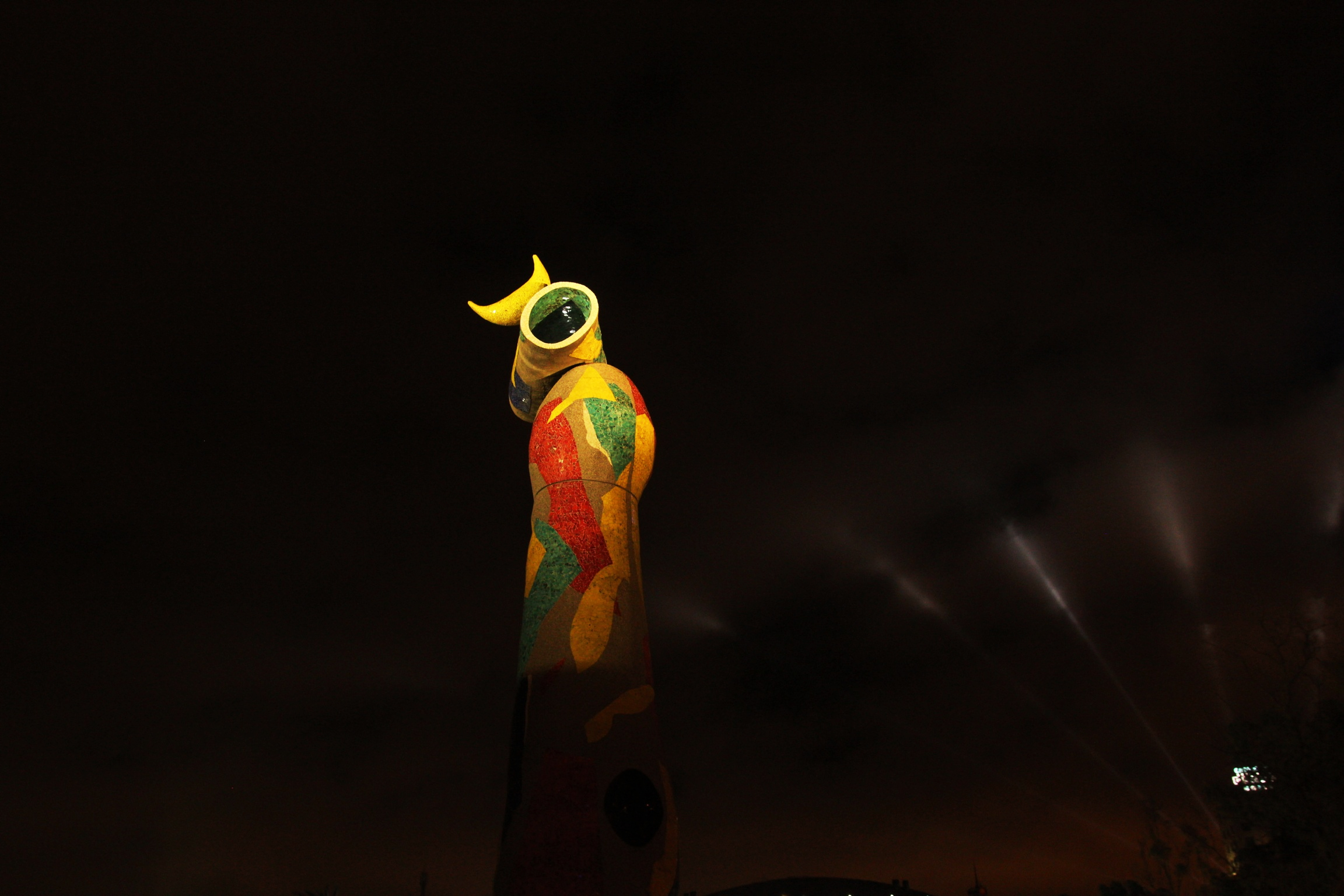